# Moselle Open 2024
Moselle Open 2024 — тенісний турнір, що проходив на кортах з твердим покриттям у місті Мец, Франція з  4 до 10 листопада. Належав до категорії ATP 250.

## Фінальна частина

### Одиночний розряд
Бенжамен Бонзі —  Камерон Норрі 7–6(8–6), 6–4

### Парний розряд
Сандер Арендс /  Люк Джонсон —  П'єр-Юг Ербер /  Альбано Оліветті 6–4, 3–6, [10–3]